# Frage-Antwort-System
Ein Frage-Antwort-System ist ein wissensbasiertes System, das menschlichen Benutzern in natürlicher Sprache Auskunft auf (ebenfalls natürlichsprachlich gestellte) Fragen erteilt. Darüber hinaus sind Frage-Antwort-Systeme auch bereits in der für wissensbasierte Systeme notwendigen Lernphase in der Lage, Information in natürlichsprachlicher Form entgegenzunehmen. Der besonders enge Bezug zur natürlichen Sprache in allen Phasen der Verwendung, der einen effizienten Dialog zwischen Mensch und Maschine ermöglichen soll, unterscheidet Frage-Antwort-Systeme von anderen wissensbasierten Systemen.
Aktuelle Frage-Antwort-Systeme werden in verschiedenen internationalen Foren evaluiert,
z. B. bei TREC (englischer Schwerpunkt),
bei CLEF (europäischer Schwerpunkt) und
bei NTCIR (asiatischer Schwerpunkt).
Folgende Institutionen entwickeln deutschsprachige Frage-Antwort-Systeme (siehe auch CLEF): Universität des Saarlandes, FernUniversität in Hagen usw.